# Willi Neuberger
Willi Neuberger (* 15. dubna 1946, Klingenberg am Main) je bývalý německý fotbalista, záložník. 

## Fotbalová kariéra
V německé bundeslize hrál za Borussii Dortmund, Werder Brémy, Wuppertaler SV a Eintracht Frankfurt. Nastoupil v 520 bundesligových utkáních, ve kterých vstřelil 62 gólů. V letech 1975 a 1981 vyhrál s Eintrachtem Frankfurt DFB-Pokal. V Poháru vítězů pohárů v 15 utkáních vstřelil 1 gól a v Poháru UEFA nastoupil ve 27 utkáních a dal 2 góly. V roce 1980 Pohár UEFA s Eintrachtem Frankfurt vyhrál. Za západoněmeckou fotbalovou reprezentace nastoupil v roce 1968 ve 2 utkáních. 

## Ligová bilance
| Ročník                                 | Zápasy | Góly | Klub                |
| -------------------------------------- | ------ | ---- | ------------------- |
| Německá fotbalová Bundesliga 1966/1967 | 26     | 3    | Borussia Dortmund   |
| Německá fotbalová Bundesliga 1967/1968 | 33     | 4    | Borussia Dortmund   |
| Německá fotbalová Bundesliga 1968/1969 | 25     | 8    | Borussia Dortmund   |
| Německá fotbalová Bundesliga 1969/1970 | 31     | 7    | Borussia Dortmund   |
| Německá fotbalová Bundesliga 1970/1971 | 33     | 6    | Borussia Dortmund   |
| Německá fotbalová Bundesliga 1971/1972 | 33     | 7    | Werder Brémy        |
| Německá fotbalová Bundesliga 1972/1973 | 33     | 4    | Werder Brémy        |
| Německá fotbalová Bundesliga 1973/1974 | 34     | 4    | Wuppertaler SV      |
| Německá fotbalová Bundesliga 1974/1975 | 8      | 1    | Wuppertaler SV      |
| Německá fotbalová Bundesliga 1974/1975 | 22     | 2    | Eintracht Frankfurt |
| Německá fotbalová Bundesliga 1975/1976 | 34     | 5    | Eintracht Frankfurt |
| Německá fotbalová Bundesliga 1976/1977 | 33     | 1    | Eintracht Frankfurt |
| Německá fotbalová Bundesliga 1977/1978 | 34     | 2    | Eintracht Frankfurt |
| Německá fotbalová Bundesliga 1978/1979 | 33     | 3    | Eintracht Frankfurt |
| Německá fotbalová Bundesliga 1979/1980 | 32     | 1    | Eintracht Frankfurt |
| Německá fotbalová Bundesliga 1980/1981 | 34     | 1    | Eintracht Frankfurt |
| Německá fotbalová Bundesliga 1981/1982 | 31     | 3    | Eintracht Frankfurt |
| Německá fotbalová Bundesliga 1982/1983 | 14     | 0    | Eintracht Frankfurt |
| CELKEM Německá fotbalová Bundesliga    | 520    | 62   |                     |